# 조지프 도지
조지프 모렐 도지(Joseph Morrell Dodge, 1890년 11월 18일 ~ 1964년 12월 2일)는 미국의 은행가, 정치인이다. 코메리카(Comerica)의 전신인 디트로이트 은행의 회장을 지냈으며, 제 2차 세계 대전 전후에 독일과 일본 경제 재건 기획의 경제고문을 맡았고 드와이트 D. 아이젠하워 정부에서 예산국 국장을 맡았다. 서독의 경제 재건 계획을 입안하였으며 1948년 재무 개혁을 제안했다. 그 후 일본으로 옮겨 닷지 라인이라 불린 경제 재건 계획의 초안을 작성했다.